# 亚瑟·摩根
亚瑟·摩根是2018年电子游戏《碧血狂殺2》的主角，同时也是游戏中的主要可玩虚构角色。作为西部帮派范德林德帮的高级成员，亚瑟必须应对美國舊西部的逐渐退潮和式微，在架空的西部世界中对抗政府部队和其他敌人以求生存。该角色由羅傑·克拉克通过动作捕捉技术扮演。
亚瑟的角色塑造广受评论家的赞誉，其复杂性和救赎之路颇受称道。评论家还称赞他为游戏世界和其他角色更加鲜活。克拉克因此获得众多奖项提名，并在2018年游戏大奖中获得最佳表演奖。

## 角色创编
在《碧血狂殺2》中，Rockstar Games的开发团队决定仅设置一个可游玩的游戏角色，而不是像Rockstar之前的游戏《侠盗猎车手5》中设置三个主角，以便更好地理解事件对主角的影响。他们还认为西部作品的叙事结构需要单一的视角。
演员羅傑·克拉克在《碧血狂殺2》中饰演亚瑟·摩根。动作捕捉过程涉及同时记录动作和语音，而一小部分是在配音间完成。在分析角色性格时，克拉克称灵感主要来自于三船敏郎的表演，他的角色坚毅但幽默的风度具有克拉克想在亚瑟身上呈现的复杂性。对于人物的发展，克拉克则从《生死关头》 中汲取灵感，因为其中表现了与亚瑟类似的角色变化。此外，他观看了电影《日正当中》、“無名客三部曲”以及约翰·韦恩的作品；他也注意到亚瑟·摩根与克林·伊斯威特在無名客三部曲中塑造的“無名客”的差别——亚瑟在坚忍之余更为健谈，因此从中直接获取的灵感有限。罗伯特·维特霍夫在前作《荒野大镖客：救赎》中对主角約翰·瑪斯頓的塑造对他产生了影响。克拉克在制作期间经常聆听唐·爱德华兹1993年的歌曲“郊狼”(Coyotes) 。
亚瑟的扮演者克拉克希望充分展现出角色的复杂性，以便玩家在自己的道路中做出不同选择时仍能理解、体会角色的动机。起初他对这个概念感到困难，因为游戏中荣誉值的高低会影响角色的形象和作为，但他也从中意识到亚瑟这一角色的复杂性和矛盾性。为了展现亚瑟这一传统意义上强人男性主角内心的脆弱成分，克拉克在亚瑟有关帮助約翰·瑪斯頓，以及面对命运结局的情节中作了充分思考。
游戏主创人员丹·豪瑟有意颠覆游戏中主角通常随着进程发展由弱变强的常规；相反，亚瑟在游戏开始时就在实力和心理状态上都作为强者，而当他的世界观逐渐分崩离析时，他所经历的剧烈变化主要在于心理和认知层面。他认为美國舊西部的衰落对亚瑟的发展变化产生了深刻的影响，并指出这个角色“在自然世界的丑恶和工业化对文明社会的残酷侵蚀之间进退两难”。起初设定中，亚瑟有第二段恋情，但由于缺乏预期的效果而被取消。豪瑟避免在片场与克拉克会面，以免过多听到他的真实声音。

## 虚构人物传记
亚瑟·摩根自幼失去双亲，十四岁时便加入达奇·范德林德的帮派，并且很快成为达奇的第一位门徒。随着时间的推移，亚瑟成为了达奇最忠实的手下，实力强悍的枪手。早年，亚瑟与一位名叫伊丽莎的女服务员曾育有一个儿子艾萨克。他不时在帮派生活之余扶持家庭，直到他们在抢劫中丧生；后来与玛丽·灵顿相恋，但因帮派生活舍弃恋情。
游戏开局时，1899年，美国旧西部末期，一场渡轮劫案的失利迫使范德林德帮别无选择，只能翻山越岭逃走，躲避平克顿侦探和执法人员的追击。亚瑟帮助帮派搜集物资，并寻回了在风雪中失踪的約翰·瑪斯頓。他协助抢劫石油大亨利维提库斯·康沃尔的一辆火车。此后，亚瑟随帮派辗转先后于马掌望台、克莱蒙斯岬等地，期间与敌对帮派、执法人员、康沃尔的雇佣武装等作战。在克莱蒙斯岬期间，亚瑟卷入罗兹镇布雷斯韦特家族和格雷家族之间的冲突，帮派最终与两大家族均陷入敌对，导致约翰的儿子杰克失踪。亚瑟等人从圣丹尼斯犯罪头目安吉洛·勃朗特手中领回杰克，帮派与勃朗特结交却落入其圈套。尔后，帮派对勃朗特实施报复，劫持勃朗特后，达奇将他淹死；亚瑟开始注意到达奇的情绪爆发与他其过往的言行不符。帮派在圣丹尼斯抢劫银行失利，遭遇重大损失，亚瑟和其他人意外流亡至古巴附近的瓜玛岛上，在协助当地反抗军的过程中换取返回大陆的船只。离开瓜玛岛与帮派剩余成员团聚后，亚瑟决定拯救已被俘的约翰，这让达奇非常不满。不久之后，亚瑟感到不适，从马上摔了下来。医生检查后，亚瑟被诊断出患有肺结核。面对自己即将死亡的残酷现实，他开始反思自己的决定和道德准则以及帮派生活的过往，此外他与印第安部落领袖落雨及其子飞鹰的交往也促进他的思想发展。他渴望保护帮派的残余成员，尤其是约翰和他的家人。将约翰从监狱中救出后，亚瑟揭示了他对达奇的怀疑，无法接受身为领导者的达奇日益增长的偏执。
达奇在一次袭击炼油厂时未对亚瑟出手相救，并在一次火车抢劫中将受伤的约翰弃之不顾。当达奇无视亚瑟从平克顿探员手中救出约翰之妻阿比盖尔的请求时，亚瑟对帮派彻底失望。在与平克顿对质时，亚瑟发现帮派成员迈卡·贝尔一直秘密充当平克顿的线人，背叛了帮派。他返回后向达奇揭露真相，与迈卡对质，但达奇并未与亚瑟和归来的约翰站在一边。此时，平克顿探员袭击营地，亚瑟和约翰同路逃跑。亚瑟恳求约翰留下自己、独自离开，与家人团聚。迈卡存心复仇，随后将其伏击，亚瑟与之搏斗，达奇在其间现身。亚瑟说服达奇放弃迈卡并离开。如果玩家荣誉值高，彌迦會不忍心將其擊殺亚瑟会在日出时安详地死去；相反，荣誉值低时，迈卡会直接了结其性命。

## 评价

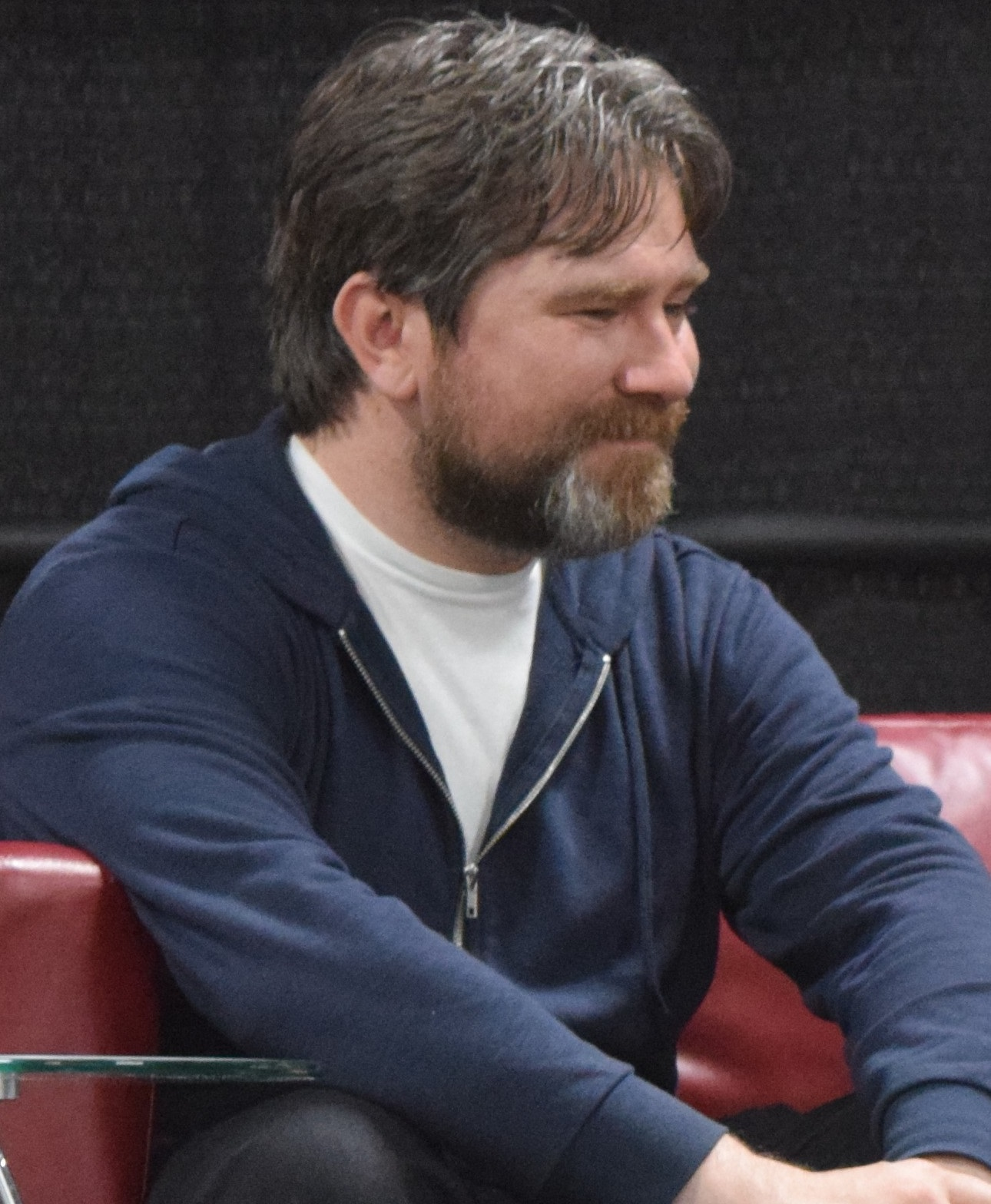
饰演亚瑟·摩根的羅傑·克拉克获得多个電子遊戲新聞業和颁奖典礼的赞誉。

亚瑟·摩根这一角色获得评论界的正面评价。 Giant Bomb评论员亚历克斯·纳瓦罗称赞对亚瑟内心冲突的深刻描绘，其中对人性的展现是以往Rockstar出品的游戏所欠缺的。LevelSkip的凯尔·阿特伍德称他为“悲剧性的，且尤其是充满人性的角色”。Kotaku的Kirk Hamilton认为，亚瑟起初看似平淡无奇，但因为克拉克的塑造而变得更加耐人寻味。为Ars Technica撰稿的丹尼尔·斯塔基认为，虽然亚瑟的故事堪称“凄切伤感、令人难忘”，但有些人可能会将其视为一个典型的“不一定能自控的‘坏人’”的故事。
GamesRadar+的Tom Power认为，《碧血狂殺2》中对亚瑟·摩根的一生描述如同莎士比亚悲剧，而游戏的各个章节代表了“悲伤的五个阶段”。电子游戏月刊的Nick Plessas认为他的人生历程比之于前作《碧血狂殺》中的約翰·瑪斯頓更值得称为“救赎”，并指出亚瑟的个人缺陷使人心生同情。Game Informer的贾维·格沃特尼在评论中呼应了这种观点，称亚瑟的故事情节是“对于‘人终有一死’这一自我反省的精彩演绎，描绘了所谓救赎究竟是何等的残酷、混乱和复杂”。Eurogamer的作者马丁·罗宾逊则表达相反意见，认为亚瑟的故事不如约翰扣人心弦，使得叙事体验更加难以理解。
《衛報》的保罗·沃克-埃米格认为游戏中亚瑟的笔记让他看起来“更像一个有自己内心生活的真实人物，而不是一个只听命于玩家行动的傀儡”。彼得·苏德曼在为《纽约时报》撰稿的文章写道，玩家能与亚瑟建立情感联系，因为“他的选择实际上就是玩家自己的选择”。数码间谍的劳伦斯·莫扎法里表示，亚瑟完美地将旧西部的风味囊括其中。VentureBeat作家迪恩·高桥赞扬了克拉克为游戏增添沉浸感和角色深度的所作的贡献。IGN的卢克·里利称赞亚瑟的声音具有“极具感染力的真实感”。
克拉克因对亚瑟·摩根的塑造获得2018年游戏大奖的最佳表演奖，并在同年PlayStation博客的最佳表演评选中获得亚军；他还获得第15届英国学院游戏奖、NAVGTR奖和纽约游戏奖的提名。亚瑟·摩根这一角色则在第22届D.I.C.E.大奖和意大利电子游戏奖中被提名为最佳角色。
2021年11月，GamesRadar+将亚瑟评为“最具标志性的游戏角色”中的第29名，理由是该角色能够“为他所做的几乎所有事情带来滋养的人性意识”。2022年5月，GamingBolt将亚瑟评为有史以来最佳的电子游戏主角，赞扬角色创编、克拉克的表演以及角色的个人叙事和人物关系。